# Хосе Альварес Куберо
Хосе Альварес Куберо (Priego de Córdoba, 23 квітня 1768 року — Мадрид, 26 листопада 1827 року) — іспанський скульптор неокласичного стилю.

## Біографія
Хосе Альварес Куберо народився в Прієго-де-Кордова у родині Домінго Альвареса, який був різьбярем по каменю. Хосе почав свої перші дослідження в Прієго, відвідуючи академії Кордови, Гранади та Мадрида між 1791 і 1794 роками, де його прийняли до Королівської академії образотворчих мистецтв Сан-Фернандо.
21 липня 1799 року він отримав стипендію в розмірі 12000 реалів з Королівського дому, щоб продовжити навчання в Парижі. 28 вересня був прийнятий до Школи витончених мистецтв, а пізніше інтегрувався в команду в майстерні художника Жака-Луї Давида. Альварес Куберо налагодив стосунки з французьким неокласичним скульптором Огюстеном Пажу, в особняку якого він заснував свою резиденцію.

## Творчий шлях
Альварес Куберо увійшов у паризьке життя і брав участь у різних конкурсах. У 1804 році він отримав золоту медаль на конкурсі Паризької академії, будучи коронованим самим Наполеоном. Того ж року він створив один зі своїх шедеврів, Ганімед (Академія Сан-Фернандо в Мадриді).
Починаючи з 1805 року Хосе Альварес Куберо оселився в Римі, де подружився зі скульптором Антоніо Кановою. Він зробив два портрети в повний зріст у манері мадам Рекам'є Давида: один Ізабель де Браганса (Музей Прадо) і інший Герцогині Арізи (Паласіо де Лірія в Мадриді), останній на замовлення Карлоса Мігеля Фіц-Джеймса, герцога Альби.
Протягом останніх двох років Хосе Альварес Куберо продовжував займатися мистецтвом, створюючи різноманітні скульптури. Однією з найвідоміших його робіт є мармурова група «Оборона Сарагоси», яка виставлена у фоє Музею Прадо.

## Приватне життя
Хосе Альварес Куберо одружився з Ізабель Букель, з якою мав трьох дітей: Хосе Альвареса Букеля (Париж, 1805 — Бургос, 1830, скульптор), Анібала (Рим, 1806 — Мадрид, 1870, архітектор) і Карлоту (Рим, 1824-Мадрид, 1843).